# Ilok
Ilok (in cirillico serbo: Илок; in ungherese: Újlak) è un comune croato situato su una collina che sovrasta il Danubio che in quel tratto separa la Croazia dalla regione serba della Voivodina.
La popolazione della città è di 5.897 abitanti, mentre quella del comune è di 8.351 abitanti (dati del censimento 2001).
Nella città si trova il convento francescano, popolare meta turistica, dove morì san Giovanni da Capestrano il 23 ottobre 1456.
È il comune più orientale della Croazia e, in teoria, comprende anche l'isola di Šarengrad, contesa dalla Serbia.